# Боно, Од
Од Боно (фр. Aude Bono; род. 3 августа 1962, Суассон), урожденная Вандорм (фр. Vandorme) — французский политик, бывший депутат Национального собрания Франции.

## Биография
Од Боно родилась 3 августа 1962 года в Суасоне. Обучалась в Высшей политехнической школе (EPF) в парижском пригороде Со, имеет диплом инженера и докторскую степень в области механики жидкости и газа. Работала преподавателем-исследователем в области анализа механики жидкостей в своем учебном заведении, а также в филиале Консерватории искусств и ремёсел (Cnam) в Пикардии и Центральной школе Парижа.
В марте 2008 года Од Боно была избрана в муниципальный совет города Лан по списку действовавшего мэра Антуана Лефевра, заняла пост вице-мэра Лана. В 2010 году она баллотируется в Региональный совет Пикардии по списку Каролин Кайё, но не проходит. В 2012 году Од Боно впервые выдвигается кандидатом от правых на выборах в Национальное собрание Франции в 2012 году по 1-му избирательному округу департамента Эна и выходит во второй тур, где получает 38,60 % голосов против 42,19 % у действующего депутата Рене Дозьера и 19,21 % у кандидата левых Фаваза Кариме.
В 2013 году Од Боно становится руководителем отделения партии Союз демократов и независимых в департаменте Эна. В марте 2014 года она переизбрана в городской совет Лана  и стала первым заместителем мэра. В сентябре того же года из-за разногласий с мэром Антуаном Лефевром в сентябре 2014 года ушла в отставку с поста первого вице-мэра, оставшись членом городского совета.
В январе 2017 года Од Боно была выдвинута партией Союз демократов и независимых кандидатом по 1-му избирательному округу департамента Эна на предстоящих выборах в Национальное собрание. Но когда в начале марта правые партии заключили предвыборный союз, единым кандидатом правых по этому округу был назван представитель партии Республиканцы Кристоф Кулон. Од Боно принимает решение баллотироваться самостоятельно, за что ее исключают из партии Союз демократов и независимых.
В апреле 2017 года Од Боно объявляет о поддержек Эмманюэля Макрона на предстоящих президентских выборах и присоединяется к его движению «Вперёд!». 11 мая она становится официальным кандидатом движения «Вперёд, Республика!» на выборах в Национальное собрание по 1-му избирательному округу департамента Эна. 26 мая 2017 года она получает поддержку своего бывшего соперника, действующего депутата Рене Дозьера, решившего в этих выборах не участвовать. Од Боно побеждает во 2-м туре выборов, получив 56,22 % голосов против 43,78 % у кандидата от Национального фронта.
В Национальном собрании Од Боно является членом Комиссии по европейским делам и Комитета по национальной обороне и вооруженным силам. В рамках функций, связанных с ее парламентским мандатом, она также является членом делегации Франции в Парламентской ассамблее Организации по безопасности и сотрудничеству в Европе (ОБСЕ). В июле 2019 она безуспешно баллотировалась на пост председателя Комитета по обороне и вооруженным силам.
На выборах в Национальное собрание в 2022 году вновь баллотировалась в первом округе департамента Эна от президентского большинства, но потерпела поражение от кандидата Национального объединения Николя Драгона во втором туре, набрав 45,5 %.

## Занимаемые должности
09.03.2008 — 14.03.2020 — член совета города Лан 

09.03.2008 — 29.09.2014 — вице-мэр города Лан 

21.06.2017 — — 21.06.2022 — депутат Национального собрания Франции от 1-го избирательного округа департамента Эна